# Введенская церковь Симбирского епархиального училища
Введенская церковь — домовая церковь в честь Введения во храм Пресвятой Богородицы при Симбирском епархиальном женском училище.

## История
Введенская церковь была устроена в 1881 году на средства епархиального духовенства и добровольные пожертвования. Престол в ней один — в честь Введения во храм Пресвятой Богородицы. Причт состоял из одного священника. Освящена в воскресенье 15 (27) ноября 1881 г. епископом Симбирским и Сызранским Феоктистом (Попов). Бывшая училищная церковь была закрыта в июне 1919 г. Церковное имущество было перенесено в Троицкую церковь.

## Духовенство
Настоятелями Введенской церкви служили священники:
- Архангельский Николай (священник, настоятель),
- Костюченко Алексей Дмитриевич (священник),
- Любимов Неофит Порфирьевич (священник, настоятель храма),
- Медведков Сергей Степанович (протоиерей),
- Троицкий Иоанн (священник).

## Галерея

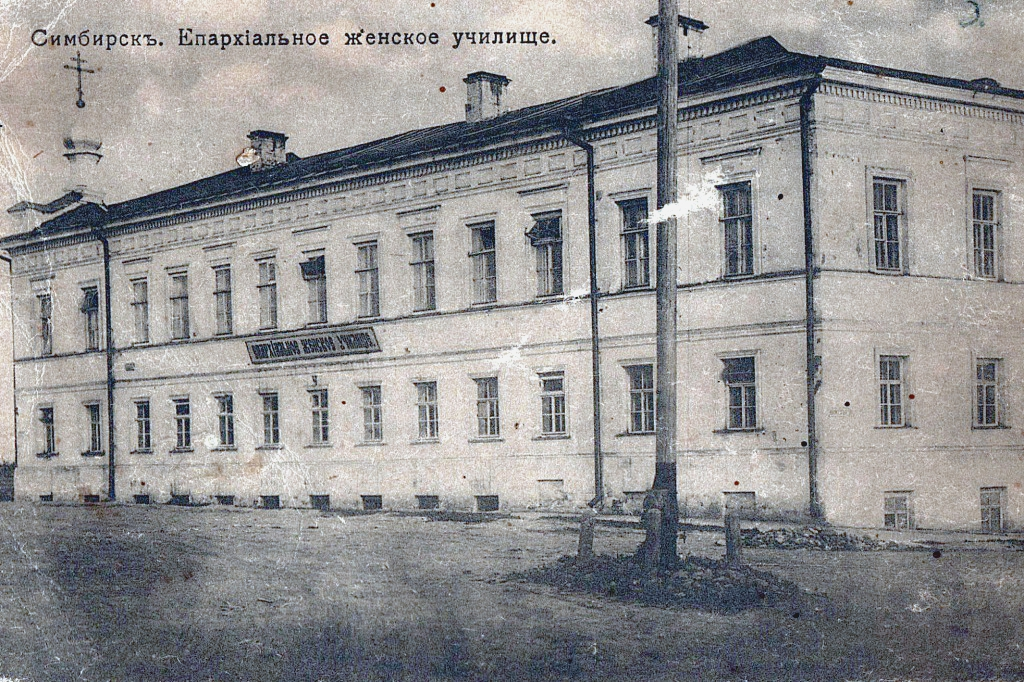
Епархиальное женское училище (1900).
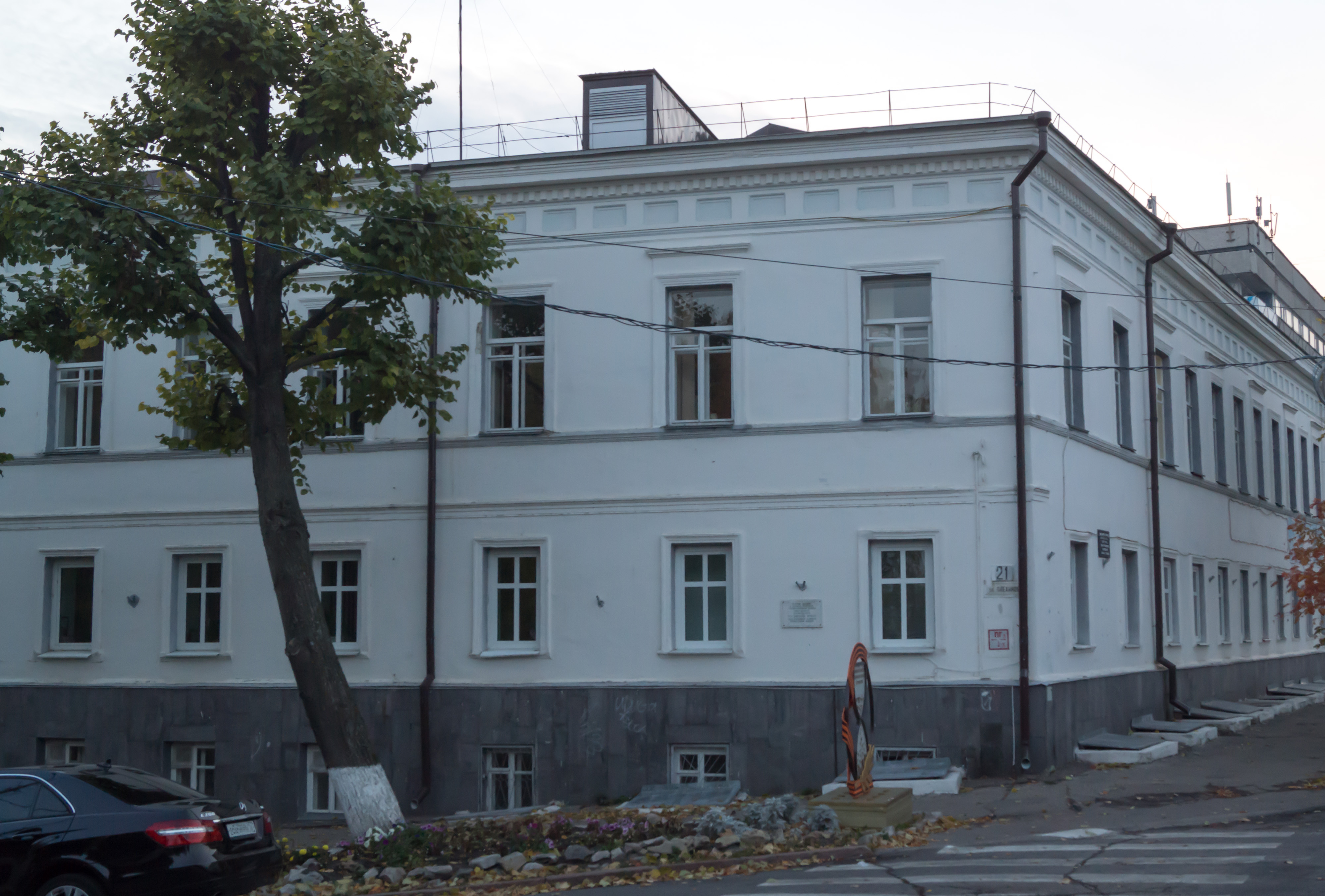
Современный вид здания женского епархиального училища. Где ныне находится слуховое окно был декоративный парапет с небольшой главкой, увенчанной крестом, что обозначало размещавшуюся в этой части Введенскую церковь.
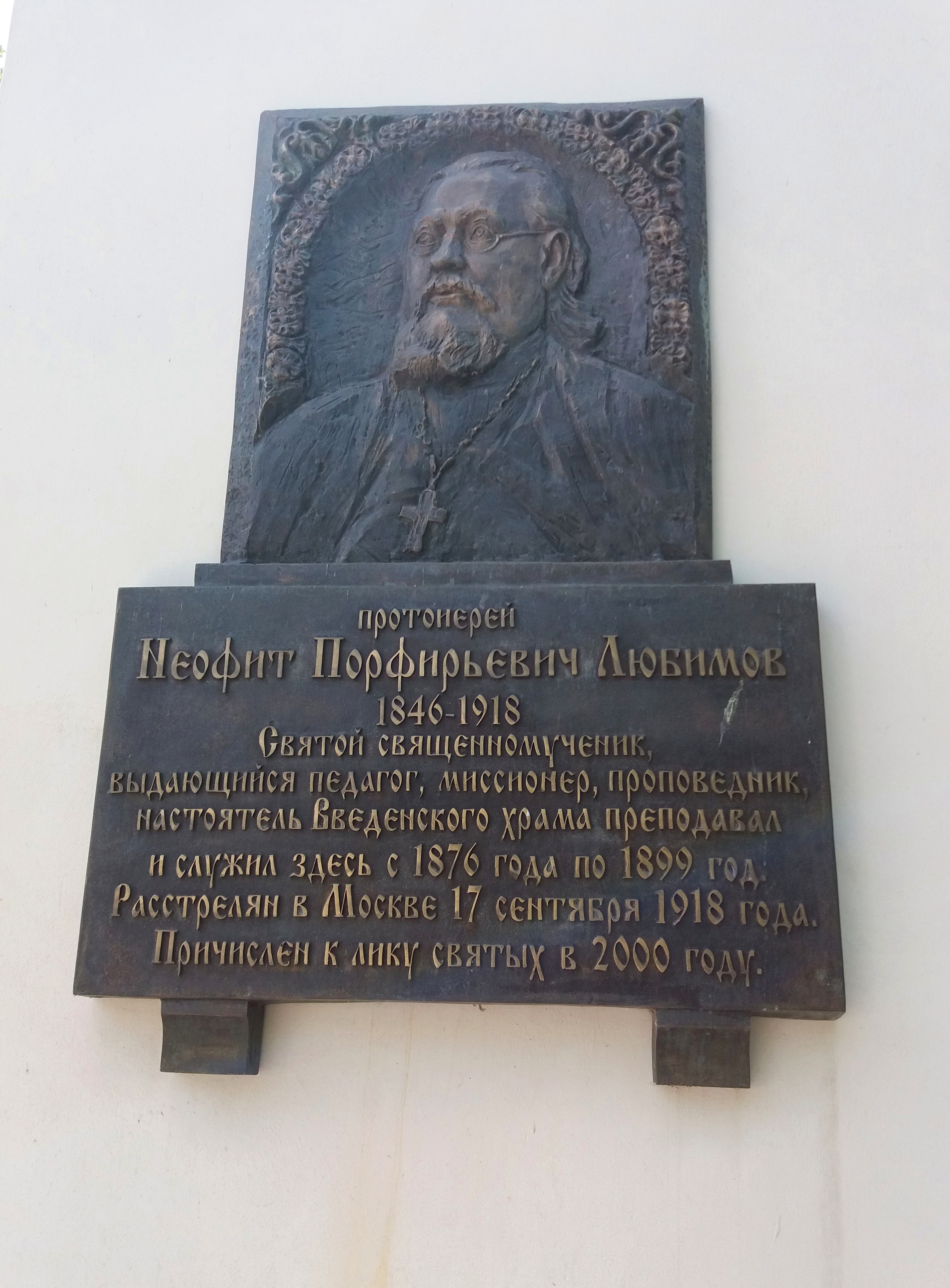
Мемориальная доска Неофиту Любимову на здании училища.
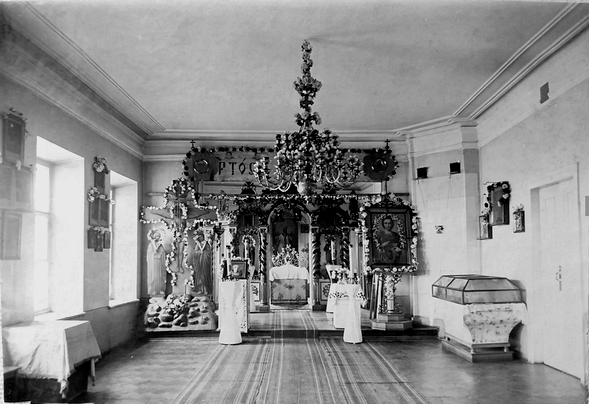
Введенская домовая церковь.